# Keratoisis
Genre

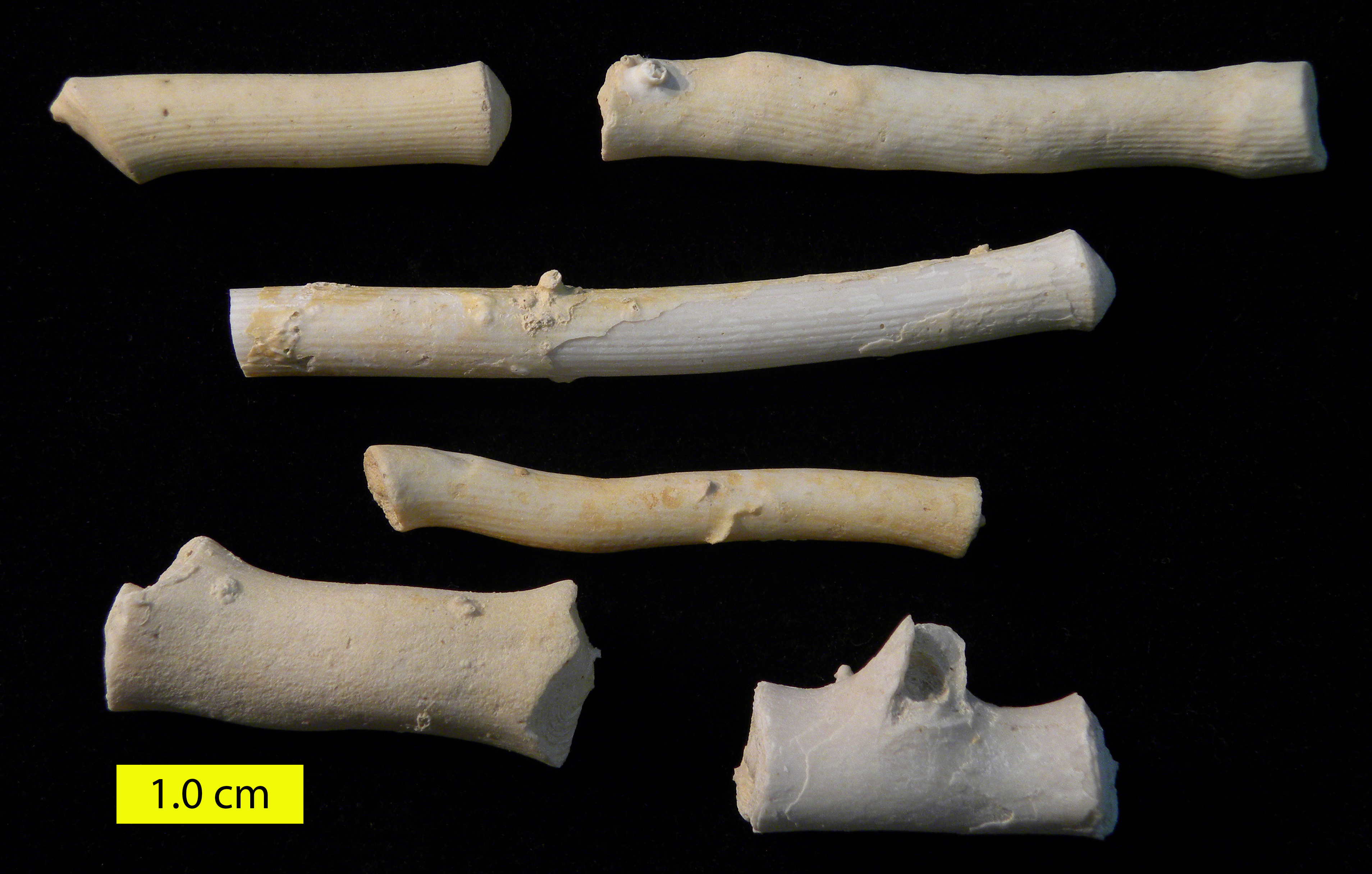
Keratoisis melitensis (Goldfuss, 1826); Pleistocene; Cape Milazzo, Sicily, Italy.

Keratoisis est un genre d'octocoralliaires de la famille des Isididae.

## Liste des espèces
Selon World Register of Marine Species, on compte 22 espèces :
- Keratoisis chuni (Kükenthal, 1915)
- Keratoisis flabellum (Nutting, 1908)
- Keratoisis flexibilis (Pourtales, 1868)
- Keratoisis glaesa (Grant, 1976)
- Keratoisis gracilis (Thomson & Henderson, 1906)
- Keratoisis grandiflora Studer, 1878
- Keratoisis grandis (Nutting, 1908)
- Keratoisis grayi (Wright, 1869)
- Keratoisis hikurangiensis (Grant, 1976)
- Keratoisis japonica Studer, 1878
- Keratoisis macrospiculata (Kükenthal, 1915)
- Keratoisis microspiculata Molander, 1929
- Keratoisis palmae (Wright & Studer, 1889)
- Keratoisis paucispinosa (Wright & Studer, 1889)
- Keratoisis philippinensis (Wright & Studer, 1889)
- Keratoisis profunda (Wright, 1885)
- Keratoisis projecta (Grant, 1976)
- Keratoisis siemensii Studer, 1878
- Keratoisis squarrosa (Kükenthal, 1915)
- Keratoisis tangentis (Grant, 1976)
- Keratoisis wrighti (Nutting, 1910)
- Keratoisis zelandica (Grant, 1976)